# Liga Mayor del Distrito Federal 1932/33
Die Saison 1932/33 der Liga Mayor del Distrito Federal war – unter der Berücksichtigung, dass der Wettbewerb in der Saison 1930/31 vorzeitig abgebrochen wurde und daher ebenso wenig als regulärer Ligawettbewerb anzusehen ist wie das im Pokalmodus ausgetragene Jubiläumsturnier Centenario 1921 – die 30. Spielzeit der in Mexiko eingeführten Fußball-Liga, die in der Anfangszeit unter dem Begriff Primera Fuerza firmierte. Stand der Wettbewerb ursprünglich Mannschaften aus allen Landesteilen offen, so war er in den 20 Jahren von 1920 bis 1940 auf Vereine aus Mexiko-Stadt begrenzt.
Meister wurde zum ersten Mal der Club Necaxa, dessen Mannschaft sich aufgrund ihrer harmonischen Spielweise im weiteren Verlauf der 1930er Jahre den Ruf der Once Hermanos, der Elf Brüder, erwarb. Ihren höchsten Sieg (und den höchsten Saisonsieg überhaupt!) erzielten die Necaxistas ausgerechnet gegen ihren Erzrivalen Atlante, den sie im meisterschaftsentscheidenden Spiel am 4. Juni 1933 mit 9:0 schlugen. Vor dieser – für beide Vereine letzten – Begegnung hatte der Vizemeister Atlante die Tabelle noch angeführt.

## Besonderheit
Zum einzigen Mal in der vierzigjährigen Geschichte der Primera Fuerza wurde das Turnier in einer höherklassigen A-Staffel und einer zweitrangigen B-Staffel ausgetragen, der jeweils fünf Mannschaften angehörten. In der A-Staffel durften die vier bestplatzierten Mannschaften der Vorsaison sowie der nach einjährigem Aussetzen wieder teilnehmende Rekordmeister Real Club España antreten. In der B-Staffel spielten die vier schlechtplatziertesten Mannschaften der Vorsaison sowie der ebenfalls in die Liga zurückkehrende Club México, der bei seiner letzten Teilnahme in der Saison 1929/30 den vorletzten Platz belegt hatte.
Gleichzeitig war die Saison 1932/33 die letzte Spielzeit des innerhalb der deutschen Gemeinde gegründeten FV Germania, dessen Fußballmannschaft nach fast zwei Dekaden in der höchsten Spielklasse aufgelöst wurde.

## Saisonverlauf
Das Turnier begann am 11. Dezember 1932 mit den Begegnungen zwischen den der Staffel B angehörenden Mannschaften des Club Marte und des Club Leonés sowie den der Staffel A angehörenden Teams vom Real Club España und dem Club Atlante. Die Punktspielrunde der beiden Turniere wurde an jedem Sonntag mit je einer Begegnung der Staffeln A und B fortgesetzt und endete – nach einer Spielpause von Anfang März bis Mitte April 1933 – am 11. Juni 1933 mit den Partien zwischen Marte und Sporting (Serie B) sowie dem Duell der „spanischen Rivalen“ Asturias und España (Serie A). Im August 1933 wurden dann noch die Relegationsspiele zwischen dem Club Asturias als Tabellenletzten der Serie A und dem Club Leonés als Tabellenführer der Serie B ausgetragen, die vom Club Asturias deutlich (6:2 und 9:3) gewonnen wurden. Sie wurden jedoch insofern bedeutungslos, als dieser Klassenunterschied innerhalb der Liga in der folgenden Saison 1933/34 wieder abgeschafft war.

## Spielorte
Sämtliche Ligaspiele wurden – in wöchentlichem Wechsel – im Campo Asturias und im Parque Necaxa ausgetragen, so dass auch jede Mannschaft ihr Heimrecht einmal in diesem und einmal in jenem Stadion ausübte. Der diesem Artikel zugrunde liegende Saisonartikel bei RSSSF weist insofern eine Unklarheit auf, als er beide Begegnungen der Serie A zwischen dem Club América und dem Real Club España sowie der Serie B zwischen Leonés und Sporting als Heimrecht der jeweils erstgenannten Mannschaft ausweist. Weil unklar ist, in welchem Spiel welche Mannschaft tatsächlich die Gastgeberrolle ausübte, wird in der jeweiligen Kreuztabelle das jeweils bessere Resultat als Heimspiel ausgewiesen.

## Serie A

### Abschlusstabelle
| Pl. | Verein           | Sp. | S | U | N | Tore    | Diff. | Punkte |
| --- | ---------------- | --- | - | - | - | ------- | ----- | ------ |
| 1.  | Club Necaxa      | 8   | 5 | 1 | 2 | 030:180 | +12   | 11:50  |
| 2.  | CF Atlante       | 8   | 4 | 1 | 3 | 022:220 | ±0    | 09:70  |
| 3.  | Club América     | 8   | 3 | 2 | 3 | 021:210 | ±0    | 08:80  |
| 4.  | Real Club España | 8   | 2 | 3 | 3 | 020:270 | −7    | 07:90  |
| 5.  | CF Asturias      | 8   | 1 | 3 | 4 | 013:180 | −5    | 05:11  |

### Kreuztabelle
Die Kreuztabelle stellt die Ergebnisse aller Spiele dieser Saison dar. Die Heimmannschaft ist in der linken Spalte aufgelistet und die Gastmannschaft in der obersten Reihe.
| Serie A | Serie A  | NEC | ATE | AME | ESP | AST |
| 01.     | Necaxa   |     | 9:0 | 6:3 | 7:3 | 3:1 |
| 02.     | Atlante  | 4:1 |     | 5:1 | 5:1 | 3:3 |
| 03.     | América  | 4:0 | 3:1 |     | 5:3 | 3:3 |
| 04.     | España   | 2:2 | 4:2 | 2:2 |     | 2:2 |
| 05.     | Asturias | 1:2 | 0:2 | 1:0 | 2:3 |     |

## Serie B

### Abschlusstabelle
| Pl. | Verein      | Sp. | S | U | N | Tore    | Diff. | Punkte |
| --- | ----------- | --- | - | - | - | ------- | ----- | ------ |
| 1.  | Club Leonés | 8   | 4 | 4 | 0 | 022:140 | +8    | 12:40  |
| 2.  | FV Germania | 8   | 3 | 4 | 1 | 024:190 | +5    | 10:60  |
| 3.  | Club Marte  | 8   | 3 | 3 | 2 | 019:140 | +5    | 09:70  |
| 4.  | Club México | 8   | 2 | 2 | 4 | 022:270 | −5    | 06:10  |
| 5.  | Sporting    | 8   | 1 | 1 | 6 | 014:270 | −13   | 03:13  |

### Kreuztabelle
Die Kreuztabelle stellt die Ergebnisse aller Spiele dieser Saison dar. Die Heimmannschaft ist in der linken Spalte aufgelistet und die Gastmannschaft in der obersten Reihe.
| Serie B | Serie B  | LEO | GER | MAR | MEX | SPO |
| 01.     | Leonés   |     | 1:1 | 3:2 | 4:2 | 5:1 |
| 02.     | Germania | 4:4 |     | 3:3 | 4:2 | 3:0 |
| 03.     | Marte    | 1:1 | 2:1 |     | 7:0 | 2:1 |
| 04.     | México   | 2:2 | 4:4 | 3:0 |     | 7:2 |
| 05.     | Sporting | 1:2 | 3:4 | 2:2 | 4:2 |     |